# Gibson Brothers
The Gibson Brothers — французская музыкальная группа.
Её стиль иногда называют «диско-сальса».
Состоит из трёх братьев родом с Мартиники — Криса, Патрика и Алекса Гибсонов. Начали выступать вместе они в 1976 году.
В первый же год существования группы они записывают сингл «Come to America» и попадают с ним в чарты многих европейских стран, в некоторых даже на 1 место. В 1977 их сингл «Non Stop Dance» тоже попал в европейские чарты, причём продался в более чем миллионе экземпляров. А в 1979 году их песня «Cuba» стала очень большим хитом по обе стороны Атлантики. В США она попала в первую десятку диско-чарта «Билборда» и на 81 место в Hot 100, а в сумме по всему миру продалась в более чем 4 миллионах экземплярах и была отмечена по продажам 14 золотыми дисками. Потом последовали новые хиты, среди которых можно отметить «Ooh What a Life» и «Que Sera Mi Vida».

## Дискография

### Синглы
| Год  | Название                                    | Чарты | Чарты |
| Год  | Название                                    | US    | UK    |
| ---- | ------------------------------------------- | ----- | ----- |
| 1979 | "Cuba"                                      | 81    | 41    |
| 1979 | "Ooh, What a Life"                          | —     | 10    |
| 1980 | "Que Sera Mi Vida"                          | —     | 5     |
| 1980 | "Cuba / Better Do It Salsa"                 | —     | 12    |
| 1980 | "Mariana"                                   | —     | 11    |
| 1983 | "My Heart's Beating Wild (Tic Tac Tic Tac)" | —     | 56    |
| 1983 | "Silver Nights"                             |       |       |